# 自由顿巴斯
自由顿巴斯（俄语：Свободный Донбасс）是顿涅茨克人民共和国的一个政党。该党成立于2014年10月，即顿涅茨克人民共和国宣布独立的六个月后。该党于2014年参与了顿巴斯大选，并在议会里获得32个席位，成为该国第二大党。